# Blutaparon rigidum
Blutaparon rigidum був видом рослин родини щирицевех (Amaranthaceae). Він був ендемічним для Галапагоських островів в Еквадорі.

## Поширення й вимирання
Цей вид був ендеміком Сантьяго, Галапагоських островів. Він був зібраний лише двічі, у 1895 та 1905-6 роках. Цей вид був кущем, який зустрічався в прибережній сухій зоні на висотах від нуля до 200 метрів над рівнем моря. Можливо, його довели до вимирання кози.